# Malaika
Malaika (letteralmente "angelo" in arabo) è la più celebre canzone d'amore della musica pop keniota, nonché uno dei più noti brani musicali in lingua swahili. Viene generalmente attribuita al cantante keniota Fadhili William, ma la questione è controversa; in ogni caso, a William si deve la prima incisione del brano, realizzata del 1960 (o 1959) con il gruppo Jambo Boys. Malaika riscosse un grande successo internazionale in una riedizione di pochi anni dopo, e fu in seguito interpretata da molti altri artisti. Alcune interpretazioni presentano un testo leggermente modificato rispetto all'originale, e in alcune produzioni il brano appare col titolo Ewe Malaika o nella traduzione inglese My Angel.

## Storia
Malaika fu registrata per la prima volta nel 1959 o 1960 a Nairobi da Fadhili William con il suo gruppo musicale Jambo Boys. Il brano conquistò le prime posizioni delle classifiche di vendita in Kenya. Nel 1962, il produttore discografico Charles Worrod (un keniota di origini britanniche) convinse William a incidere una nuova versione del brano, riarrangiata e prodotta con una strumentazione più moderna, presso gli Equator Sound Studios che lo stesso Worrod aveva da poco fondato.
La nuova versione del brano, dotata di una base ritmica di ispirazione sudafricana, riscosse un successo ancora maggiore della versione originale, imponendosi all'attenzione del pubblico internazionale e acquisendo rapidamente lo status di "classico" della musica pop africana. Questa popolarità fu ulteriormente accresciuta dalla pubblicazione, nel 1965, di una nuova interpretazione del brano da parte di Miriam Makeba e Harry Belafonte (pubblicato su An Evening with Belafonte/Makeba con titolo My Angel).

## Interpretazioni
Fra gli artisti di fama internazionale ad aver interpretato Malaika si possono citare Helmut Lotti, Hep Stars, Miriam Makeba e Harry Belafonte, Pete Seeger, Boney M, The Brothers Four e Angélique Kidjo. In Italia ne è stata pubblicata una versione cantata da Rocco Granata e dai Barriera Republic. I gruppi musicali e gli artisti africani che si sono cimentati in questo brano sono evidentemente innumerevoli; l'elenco include fra gli altri Safari Sound Band, Them Mushrooms, Mombasa Roots, Soweto Gospel Choir, Oguzi Ndizi & Ndizi Band e Gingirikani Marimba Band.